# Tecnopaganesimo
Tecnopaganesimo è un termine generico che raggruppa le eterogenee tradizioni e pratiche neopagane, che considerano lo sviluppo scientifico e tecnologico come una manifestazione dell'eterna creazione generata dal dispiegarsi della divinità e, quindi, come una parte del cosmo al pari della natura.
Il tecnopaganesimo può essere definito in vari modi:
- uso di dispositivi tecnologici moderni nei rituali magici, in sostituzione degli strumenti magici tradizionali (forno al posto del focolare, Libro delle ombre digitale, puntatore laser come bacchetta magica). In altre pratiche la tecnologia è l'oggetto dell'opera magica (uso di pietre e altri amuleti per ottenere una miglior prestazione da dispositivi)
- prevalenza di elementi e fedeli neopagani nelle subculture collegate all'informatica e alla rete internet
- insieme di movimenti tribali moderni o primitivi urbani, come lo sciamanesimo urbano e la cultura rave, spesso associate alla electronic dance music.
- tendenza emergente nel pensiero neopagano, che tratta degli aspetti spirituali e magici della tecnologia e della società tecnologica. Legata a questa definizione è l'utilizzo di metafore tecnologiche (spesso informatiche) per descrivere i fenomeni spirituali, come anche l'uso in contesti spirituali di simbolismi derivati dalla cultura popolare.

## Dottrine
Il tecnopaganesimo si concentra sull'aspetto spirituale della tecnologia, includendo la credenza che i dispositivi tecnologici moderni abbiano pseudo-spiriti o spiriti-totem. Tale credenza si estende alle città e agli edifici. Una credenza che incontra obiezioni considerevoli è quella che la rete internet stia acquisendo uno spirito unico, per l'obiettivo dichiarato del creatore del VRML di generare la fusione del mondo spirituale con il mondo fisico.